# 벤 르비어
벤저민 대니얼 르비어(영어: Benjamin Daniel Revere, 1988년 5월 3일 ~ )는 미국 출신의 야구 선수이자 메이저 리그의 선수이다.

## 경력

### 프로 입단 전
조지아주 애틀랜타에서 태어났으며, 후에 켄터키주로 이사를 간다. 렉싱턴 카톨릭 고등학교 시절에는 .487의 타율과 28개의 홈런, 91개의 도루를 기록했으며, 2년 연속으로 켄터키주의 최우수 고등학교 선수로 선정되었다.

### 미네소타 트윈스

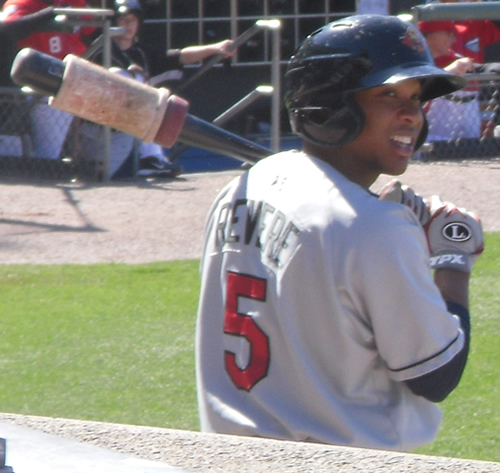
트리플A 시절의 르비어 (2011년)

2007년에 있었던 드래프트에서 1라운드 전체 28위로 미네소타 트윈스에게 지명되어 입단한다. 드래프트 전까지만 해도 르비어는 3~4라운드에서 지명될 것으로 예상되었으나 1라운드에 지명되었는데, 이에 대하여 트윈스가 고액의 계약금을 지불하기 싫어하여 비교적 싼 르비어를 지명했다는 말이 나왔다. 그 말을 증명하듯이 르비어는 75만 2천 달러에 계약을 맺었는데, 이는 1라운드 지명자 중에서 가장 낮은 계약금이었다. 그러나 트윈스는 이를 부정하였으며, 어디까지나 르비어의 능력을 평가하여 지명한 것이라고 했다.
2008년에는 트윈스 산하 싱글A팀에서 .379의 타율과 44개의 도루를 기록하여, 미드웨스트 리그의 MVP가 된다. 오프시즌에는 베이스볼 아메리카가 선정한 팀내 유망주 순위에서 에런 힉스에 이어서 2위에 랭크되었다.
2010년 9월 7일에 있었던 캔자스시티 로열스전에서 메이저 리그에 데뷔한다.
2011년에는 트리플A에서 개막을 맞이하였지만, 시즌중에 짐 토미가 부상을 당하며 5월 4일에 메이저 리그로 승격된다. 승격후에는 1번 타자 중견수로 자주 나서며 117경기에서 37개의 도루를 기록한다. 르비어의 빠른 발과 주루센스를 보여주는 대표적인 예가 7월 15일에 있었던 캔자스시티 로열스전에서 나온 상황이다. 장타를 치고 3루로 달리던 중, 2루와 3루 사이에서 넘어지며 런다운에 걸리지만 3루에서 세이프를 성공시키는 진광경을 보여준다. 빠른 발을 이용하여 2012년에는 40개의 도루를 기록한다.

### 필라델피아 필리스
2012년에 시즌이 끝난 후인 12월 6일에 밴스 월리와 트레버 메이를 상대로 트레이드 되어 필라델피아 필리스로 이적한다.
2014년 5월 27일에는 콜로라도 로키스와의 경기에서 7회에 메이저 리그 데뷔 이후 통산 384경기, 1466타석만에 첫 홈런을 기록한다. 시즌에서는 151경기에 출전하여 내셔널 리그에서 1위인 184개의 안타를 기록하여 최다안타 타이틀을 따낸다. .306의 타율은 리그 5위, 49개의 도루는 3위에 해당했으며, 톱타자로서 타선을 이끌었다. 또, 전년에 수술한 오른쪽 발목에 볼트가 있는 상태로 경기에 출전했기에 더욱 뜻깊은 결과였다.
2015년에는 필리스에서 96경기에 출전하여 .298의 타율과 24개의 도루를 기록하며 좋은 컨디션을 이어갔다.

### 토론토 블루제이스
2015년 7월 31일에 알베르토 티라도와 지미 코데로를 상대로 트레이드 되어 토론토 블루제이스로 이적하였다. 이적후에는 주전 좌익수로 기용되며 56경기에 출전, .319의 타율을 기록한다.

## 연도별 타격 성적
| 연 도     | 소 속     | 경 기 | 타 석 | 타 수 | 득 점 | 안 타 | 2 루 타 | 3 루 타 | 홈 런 | 루 타 | 타 점 | 도 루 | 도 루 자 | 희 생 번 | 희 생 플 | 볼 넷 | 고 4 | 사 구 | 삼 진 | 병 살 타 | 타 율 | 출 루 율 | 장 타 율 | O P S |
| --------- | --------- | ----- | ----- | ----- | ----- | ----- | ------- | ------- | ----- | ----- | ----- | ----- | -------- | -------- | -------- | ----- | ---- | ----- | ----- | -------- | ----- | -------- | -------- | ----- |
| 2010년    | MIN       | 13    | 30    | 28    | 1     | 5     | 0       | 0       | 0     | 5     | 2     | 0     | 1        | 0        | 0        | 2     | 0    | 0     | 5     | 1        | .179  | .233     | .179     | .412  |
| 2011년    | MIN       | 117   | 481   | 450   | 56    | 120   | 9       | 5       | 0     | 139   | 30    | 34    | 9        | 3        | 0        | 26    | 1    | 2     | 41    | 7        | .267  | .310     | .309     | .619  |
| 2012년    | MIN       | 124   | 553   | 511   | 70    | 150   | 13      | 6       | 0     | 175   | 32    | 40    | 9        | 6        | 4        | 29    | 0    | 3     | 54    | 8        | .294  | .333     | .342     | .675  |
| 2013년    | PHI       | 88    | 336   | 315   | 37    | 96    | 9       | 3       | 0     | 111   | 17    | 22    | 8        | 5        | 0        | 16    | 1    | 0     | 36    | 10       | .305  | .338     | .352     | .691  |
| 2014년    | PHI       | 151   | 626   | 601   | 71    | 184   | 13      | 7       | 2     | 217   | 28    | 49    | 8        | 7        | 1        | 13    | 1    | 4     | 49    | 11       | .306  | .325     | .361     | .686  |
| 2015년    | PHI/TOR   | 152   | 634   | 592   | 84    | 181   | 22      | 7       | 2     | 223   | 45    | 31    | 7        | 5        | 3        | 32    | 0    | 2     | 64    | 5        | .306  | .342     | .377     | .719  |
| 통산：6년 | 통산：6년 | 645   | 2660  | 2497  | 319   | 736   | 66      | 28      | 4     | 870   | 154   | 176   | 42       | 26       | 8        | 118   | 3    | 11    | 249   | 42       | .295  | .328     | .348     | .677  |

- 2015시즌 종료 기준.

## 참조
1. ↑  “Ben Revere Statistics and History” (영어). baseballreference. 2016년 1월 26일에 확인함.
2. ↑  Twins select outfielder Ben Revere with their first pick in the 2007 First-Year Player Draft 보관됨 2012-02-14 - 웨이백 머신. MLB.com(영어). 2011년 10월 3일 열람
3. ↑  Prospect Profile: Ben Revere. AL Central In Focus(영어). 2011년 10월 3일 열람
4. ↑  John Manuel. “Top 10 Prospects: Minnesota Twins”. 《Baseball America》. 2008년 11월 25일에 확인함.
5. ↑  Gleeman, Aaron(2011-05-04). Twins place Jim Thome on DL, call up Trevor Plouffe and Ben Revere. HardballTalk(영어). 2011년10월3일 열람
6. ↑  Townsend, Mark(2011-07-16). That’s a 10! Twins’ Ben Revere somersaults his way to triple（동영상 있음）. Yahoo!Sports(영어). 2011년 10월 3일 열람
7. ↑  Phillies Acquire Ben Revere MLBTradeRumors.com
8. ↑  “필리스의 르비어, 1466타석만에 드디어 첫홈런”. 스포니치 Sponichi Annex. 2014년 5월 28일. 2014년 5월 29일에 확인함.
9. ↑  友成那智、村上雅則 (2015). 《메이저 리그・완전데이터 선수명부2015》. 황제당출판. 326쪽. ISBN 978-4-331-51921-9.
10. ↑  “블루제이스 계속된 보강, 호타준족의 외야수와 우완 불펜투수 영입”. 《ISM》. 2015년 8월 1일. 2015년 8월 2일에 원본 문서에서 보존된 문서. 2015년 8월 2일에 확인함.
11. ↑  “Phils pick up pair of pitching prospects for Revere”. 《MLB.com》. 2015년 7월 31일. 2015년 8월 2일에 원본 문서에서 보존된 문서. 2015년 8월 1일에 확인함.